# カルテット (ハービー・ハンコックのアルバム)
『カルテット』（Quartet）は、アメリカ合衆国のジャズ・ミュージシャン、ハービー・ハンコックが1981年に録音・1983年に発表したスタジオ・アルバム。LPは2枚組だが、CDは1枚にまとめられた。

## 背景
ハンコックが1981年の日本公演の合間に録音したアルバムの一つである。本作の前日の7月27日には、ハンコック、ロン・カーター、トニー・ウィリアムスの3人によるアルバム『ハービー・ハンコック・トリオ'81』（同年11月21日に日本で先行発売）が録音され、続く本作のセッションには、ツアーに帯同していたウィントン・マルサリスも参加した。また、マルサリスのリーダー・デビュー作『マルサリスの肖像』収録曲の一部も当時の日本のセッションで録音され、カーターとウィリアムスは4曲でリズム・セクションを務めて、うち3曲にはハンコックも参加した。収録曲のうち「ウェル・ユー・ニードント」と「ラウンド・ミッドナイト」はセロニアス・モンクのカヴァーで、ハンコックは後年、映画『ラウンド・ミッドナイト』のサウンドトラックで「ラウンド・ミッドナイト」を再演した。
サイドマンを務めたマルサリスが人気を博したことから、本作は日本独自企画とならず、アメリカのコロムビア本社からも発売された。

## 反響・評価
アメリカでは『ビルボード』のジャズ・アルバム・チャートで5位に達した。リチャード・S・ギネルはオールミュージックにおいて5点満点中4点を付け「ハンコックおよびV.S.O.P.のリズム隊が、当時19歳のウィントン・マルサリスを迎え、若い世代に向けた1980年代のアコースティック・ジャズ・リヴァイヴァルへ繋げていった、極めて象徴的なアルバム」と評している。

## 収録曲
1. ウェル・ユー・ニードント - "Well You Needn't" (Thelonious Monk) - 6:27
2. ラウンド・ミッドナイト - "'Round Midnight" (T. Monk, Bernie Hanighen, Cootie Williams) - 6:40
3. クリア・ウェイズ - "Clear Ways" (Tony Williams) - 5:02
4. ア・クイック・スケッチ - "A Quick Sketch" (Ron Carter) - 16:27
5. アイ・オブ・ザ・ハリケーン - "The Eye of the Hurricane" (Herbie Hancock) - 8:05
6. パレード - "Parade" (R. Carter) - 8:00
7. ザ・ソーサラー - "The Sorcerer" (H. Hancock) - 7:17
8. ピー・ウィー - "Pee Wee" (T. Williams) - 4:33
9. アイ・フォール・イン・ラヴ・トゥー・イージリー - "I Fall in Love Too Easily" (Jule Styne, Sammy Cahn) - 5:53

## 参加ミュージシャン
- ハービー・ハンコック - ピアノ
- ウィントン・マルサリス - トランペット
- ロン・カーター - ダブル・ベース
- トニー・ウィリアムス - ドラムス